# Galeria do Ritmo
Galeria do Ritmo é uma escola de samba do Recife fundada em 1962 no Morro da Conceição. É uma das maiores escolas de samba da cidade, tendo sido hexa-campeã consecutiva, entre os anos de 2000 e 2006. Em 2007 e 2008, foi vice-campeã, perdendo para a Deixa Falar e Gigante do Samba, respectivamente.
Até os anos 80, era uma escola considerada pequena, porém cresceu, se firmou no Grupo Especial e tornou-se definitivamente uma das grandes do Recife após receber dissidentes da Gigante, com a qual mantém grande rivalidade atualmente.
Em 2015 a escola desfilou com o enredo '' Um pedacinho do Brasil ''.
A Galeria do Ritmo  seguiu sua luta pela liderança do concurso a frente o presidente Mizael Correia der Souza Filho e após convidar o produtor cultural Alexandre Inacio da Silva, a Escola ganhou força e a partir dali iniciou a estratégia de ser campeã do carnaval, fato que aconteceu em 2020, diversas ações foram realizadas para que esse sonho fosse possível, inclusive mudança no edital do concurso deixando as regras claras chegando até a mudar os jurados, a escola quebrou um jejum de 12 anos sem título, consagrando-se campeã do grupo especial com o enredo Com licença Amazônia, eu vou falar de você. Numa apuração apertada ( as escolas Galeria do Ritmo e gigante do Samba pontuaram em 128.7) a decisão veio no quesito desempate: samba enredo, onde foi consagrada a vencedora. Também foi o primeiro ano em que a escola foi puxada por uma mulher como voz principal, a cantora Karina Spineli.
em 2023 a Escola homenageou o Palhaço Chocolate alcançando o vice campeonato mesmo a Gigante do Samba ter tido um carro quebrado em plena avenida, deram o título a escola rival. ficamos 02 anos sem desfilar por conta da pandemia.

em 2024 iremos homenagear o mestre Salustiano.

## Carnavais
| Ano  | Colocação   | Grupo         | Enredo                                                                                              | Carnavalesco   | Ref.              |
| ---- | ----------- | ------------- | --------------------------------------------------------------------------------------------------- | -------------- | ----------------- |
| 2000 | Campeã      | Especial AESP | | Carlota        |                   |
| 2001 | Campeã      | Especial AESP | O Reino das Águas no Planeta Terra                                                                  | Carlota        |                   |
| 2002 | Campeã      | Especial AESP | | Carlota        |                   |
| 2003 | Campeã      | Especial      | | Carlota        |                   |
| 2004 | Campeã      | Especial      | | Tony Oliveira  |                   |
| 2005 | Campeã      | Especial      | Olha pro céu meu amor e veja quanto esplendor                                                       | Tony Oliveira  | [ 1 ]             |
| 2006 | Campeã      | Especial      | No giro do mundo somos todos iguais. Diferentes são aqueles que não deixam de viver sem preconceito | André Paiva    | [ 2 ]             |
| 2007 | Vice-campeã | Especial      | Um homem, um mito, o guerreiro do povo                                                              | André Paiva    | [ 3 ]             |
| 2008 | Vice-campeã | Especial      | De vila a cidade, das mãos se faz a arte. Caruaru, 150 anos de história                             | Carlota        | [ 3 ]             |
| 2009 | 3º lugar    | Especial      | |                | [ 3 ]             |
| 2010 | Vice-campeã | Especial      | Imortal, Imortal, sou eu a 8ª maravilha de Pernambuco!                                              |                | [ 4 ] [ 5 ] [ 6 ] |
| 2011 | Vice-campeã | Especial      | Joaquim Nabuco, o Príncipe da Liberdade                                                             |                | [ 7 ] [ 8 ] [ 9 ] |
| 2012 | Vice-campeã | Especial      | Pernambuco – o Leão do Norte canta e dança a sua cultura                                            |                | [ 10 ] [ 11 ]     |
| 2013 | Vice-campeã | Especial      | Raízes                                                                                              |                | [ 12 ] [ 13 ]     |
| 2014 | Vice-campeã | Especial      | 100 anos de Santa Cruz, 100 anos de corpo e alma.                                                   |                | [ 14 ] [ 15 ]     |
| 2015 | Vice-campeã | Especial      | Um pedacinho do Brasil                                                                              |                |                   |
| 2016 | Vice-campeã | Especial      | |                |                   |
| 2017 | Vice-campeã | Especial      | |                |                   |
| 2018 | Vice-campeã | Especial      | |                |                   |
| 2019 | Vice-campeã | Especial      | Arrecifes, segredos e lendas do fundo do mar                                                        |                |                   |
| 2020 | Campeã      | Especial      | Com licença Amazônia, eu vou falar de você                                                          | Xuxa e Romildo |                   |
| 2021 | vice Campeã | Especial      | Palhaço Chocolate                                                                                   | Biano          |                   |